# Bernhard Ludwig von Mutius
Bernhard Ludwig (auch Bernhard Edmund Wilhelm) von Mutius (* 12. Januar 1913 in Beirut, Libanon; † 24. Mai 1979 in Basel) war Sekretär des Deutschen Volkskongresses.

## Leben
Sein Vater war der Generalkonsul Ludwig von Mutius (1870–1941), Von Mutius begann sein Studium der Rechtswissenschaften an der Friedrich-Wilhelms-Universität Berlin. Nach einem Semester an der Universität Köln im Jahr 1933, war er von 1934 bis 1935 wissenschaftlicher Assistent am Lehrstuhl des preußischen Staatsrats Carl Schmitt. 1935 studierte er mit einem Stipendium an der University of Cambridge.
Mutius trat zum 1. April 1936 der NSDAP bei (Mitgliedsnummer 3.709.020), er war auch Mitglied der SA. In der SS erreichte er den Dienstgrad eines SS-Obersturmführers,  in der Wehrmacht den eines Leutnants. Bereits als Studienanfänger engagierte sich von Mutius in der Deutschen Adelsgenossenschaft, zu deren stellvertretendem Leiter der Abteilung für Jugendfragen er im Mai 1932 berufen wurde. Im Oktober 1932 übernahm er die Herausgeberschaft einer Beilage zum Deutschen Adelsblatt mit dem Titel Adlige Jugend. Darüber hinaus publizierte er in der jugendbewegten Wochenzeitung Die Kommenden. Zeitung des jungen Deutschland. In seinen Beiträgen zeigte er Nähe zur Konservativen Revolution und deren Vertretern Arthur Moeller van den Bruck, Oswald Spengler und Othmar Spann. Den „heraufziehenden Kollektivismus“ lehnte er ab, dennoch setzte er seine Hoffnung auf die NSDAP und deren „nationale Widerstandskräfte“, die eine „nationale Regeneration“ herbeiführen würden. Von Mutius war zeitweise mit der Schauspielerin Irene von Meyendorff verlobt.
Im Dezember 1947 wurde von Mutius Sekretär des Deutschen Volkskongresses. Dort lernte er den späteren DDR-Außenminister Georg Dertinger kennen. Als persönlicher Referent des Außenministers Georg Dertinger übernahm von Mutius am 8. Oktober 1949 auch die kommissarische Leitung der Hauptabteilung IV (Recht) im MfAA. Den Vorschlag, ihn auf Dauer mit der Leitung der Hauptabteilung IV zu betrauen, lehnte der Ministerrat der DDR ab. Am 7. Februar 1950 wurde Bernhard Ludwig von Mutius zusammen mit der zweiten Sekretärin Dertingers, Gertrud Zimmermann, festgenommen und der Außenminister, der wegen Krankheit nicht im Dienst war, vom Staatssekretär des Ministeriums für Staatssicherheit, Erich Mielke, zu Hause darüber informiert. Mutius und die Sekretärin wurden von Mitarbeitern des Innenministeriums der UdSSR wegen Spionageverdachts verhaftet. Im Jahre 1953 wurde von Mutius zu Zwangsarbeit in einem Lager bei Workuta verurteilt.
Statt von Mutius wurde Gerhard Reintanz (CDU) als persönlicher Referent und Hauptabteilungsleiter im Mai 1950 eingesetzt.
Im November 1955 kam von Mutius mit anderen Kriegsgefangenen, deren Freilassung Konrad Adenauer im September 1955 bei seinem Besuch in Moskau erwirkt hatte, in die Bundesrepublik Deutschland. 1956 wurde er Mitglied der Senatsverwaltung für Volksbildung in West-Berlin und übernahm 1959 das Generalreferat für alle Angelegenheiten der Kultusministerkonferenz. Von 1967 bis 1978 war er  Chef de Division im Europarat.
Unter dem Pseudonym Bernhard Roeder veröffentlichte von Mutius 1956 seine Schrift Der Katorgan. Ein Traktat über die moderne Sklaverei, die unter Vermittlung von Carl Schmitt im Verlag Kiepenheuer & Witsch erschien. Das Buch erreichte im selben Jahr eine zweite Auflage und erschien außerdem 1958 auf Englisch. Mit Carl Schmitt korrespondierte er von 1938 bis ins Jahr 1964.
Bernhard von Mutius heiratete 1948 in Berlin Adelheid von Brockhusen (* 1924 in Chemnitz, † 2003 in Malsburg), Tochter der Marie Luise von Oidtman (* 1902, † 2002), und des späteren Oberstleutnants Alexander von Brockhusen (* 1898, † 1941). Das Ehepaar hatte zwei Söhne, Ludwig (* 1949) und Boris (* 1959). Adelheid von Mutius war eine Urenkelin des Generals Hugo von Oidtman.
In der 2010 veröffentlichen Familienchronik derer von Brockhusen/Brockhausen findet sich ein Lebenslauf des Bernhard von Mutius.

## Werke
- (Pseud. Bernhard Roeder): Der Katorgan. Ein Traktat über die moderne Sklaverei. Kiepenheuer & Witsch, Köln 1956.